# Ciocârlia (Constanța)
Pour les articles homonymes, voir Ciocârlia.
Ciocârlia est une commune du județ de Constanța en Roumanie.